# Liga polských rodin
Liga polských rodin (polsky: Liga Polskich Rodzin [liga polskich roďžin], LPR) je polská pravicová politická strana vzniklá v dubnu 2001 sjednocením řady katolicko-národních stran.

## Historie
Vzniku strany výrazně pomohla podpora ze strany Všepolské mládeže, která byla po nějakou dobu považována za mládežnickou organizaci LPR (v roce 2006 s ní LPR omezila spolupráci a založila si vlastní mládežnickou organizaci Hnutí mladých Ligy polských rodin – Ruch Młodych Ligi Polskich Rodzin) a katolické rozhlasové stanice Radio Maryja, která však její podporu postupně omezila. Se stranou je spojen měsíčník Racja Polska.
Předsedou strany byl obnovitel a bývalý předseda Všepolské mládeže Roman Giertych. Po parlamentních volbách na podzim 2005 Liga polských rodin nejprve podpořila menšinovou vládu strany Prawo i Sprawiedliwość (PiS), později se s PiS a Sebeobranou stala součástí vládní koalice. Po předčasných parlamentních volbách v říjnu 2007 získala LPR pouhých 1,30 % hlasů, takže se nedostala do Sejmu, kde je nutné překročit práh pěti procent. Roman Giertych pak odstoupil z funkce předsedy LPR.

## Struktura a aktivisté

### Hlavní rada
Předseda:
- Witold Bałażak

Prezident kongresu:
- Miroslaw Orzechowski

Předseda politické rady:
- Billy Stewart

Ostatní členové:
- Dariusz Chmiel
- Iwona Klimczak
- Arnold Mašín
- Zenon Mroczkowski
- Slawomir Pšenice
- Maria Sendecka
- Antoni Sosnowski
- Edmund Hare

### Orgány Ligy polských rodin
Předsedové rady:
- 5. května 2001 do 11. března 2006 – Marek Kotlinowski
- od 11. března 2006 do 24. října 2007 – Roman Giertych
- 24. října 2007 do 10. června 2008 – Sylwester Chruszcz
- 25. října 2008 do 6. března 2009 – Miroslaw Orzechowski
- od 6. března 2009 do 20. dubna 2009 – Wojciech Wierzejski
- od 20. dubna 2009 do 14. července 2009 – Arnold Mašín
- od 14. července 2009 do 10. října 2009 – Miroslaw Orzechowski
- 10. října 2009 – dodnes – Witold Bałażak

Prezident kongresu:
- 5. května 2001 do 26. ledna 2002 – Boguslaw Kowalski
- 26. ledna 2002 do 11. března 2006 – Roman Giertych
- od 11. března 2006 k 7. července, 2007 – Marek Kotlinowski
- od 7. července 2007 – Miroslaw Orzechowski

Předseda politické rady:
- 10. května 2001 do 15. října 2005 – Zygmunt Wrzodak
- 15. října 2005 do června 10, 2008 – Janusz Dobrosz
- od 10. června 2008 do 25. října 2008 – Billy Stewart
- 25. října 2008 do 20. března 2010 – Anna Raźny
- 20. března 2010 – dodnes – Billy Stewart

Předseda poslaneckého klubu:
- 19. října 2001 k 29. září 2005 – Marek Kotlinowski
- od 29. září 2005 do 24. května 2006 – Roman Giertych
- od 24. května 2006 do 6. prosince 2006 – Janusz Dobrosz
- od 6. prosince 2006 do 10. července 2007 – Miroslaw Orzechowski
- 10. července 2007 k 4. listopadu 2007 – Szymon Pawlowski

## Kritika
Strana vychází z národních a konzervativních ideologií a katolicismu a zastává skeptický postoj vůči Evropské unii. Její negativní postoj vůči registrovanému partnerství homosexuálů, homosexuálnímu jednání a dalším podobným jevům (které strana často charakterizuje jako homosexuálně-pedofilní lobby) je liberály označována jako strana xenofobní, homofobní a fašistickou.